# Leys Castle
Leys Castle ist ein Herrenhaus in der schottischen Stadt Inverness in der Council Area Highland. 1971 wurde das Bauwerk in die schottischen Denkmallisten in der höchsten Denkmalkategorie A aufgenommen. Sein Gutshof ist separat als Kategorie-B-Bauwerk klassifiziert, während die Lodge als Denkmal der Kategorie C geschützt ist. Das Gesamtanwesen ist im schottischen Register für Landschaftsgärten verzeichnet. In zwei von sieben Kategorien wurde das höchste Prädikat „herausragend“ verliehen.

## Geschichte
Archäologische Funde zeigen die lange Besiedlungsgeschichte des Anwesens auf. Zu ihnen zählen ein 1824 entdeckter Hortfund aus der späten Bronzezeit sowie ein Passage Tomb. Über die Besitzverhältnisse ab dem Mittelalter ist wenig bekannt. Aufzeichnungen legen die Existenz eines Herrenhauses mit Parkanlagen im frühen 17. Jahrhundert nahe. Dies scheint jedoch bis 1763 zur Ruine verfallen zu sein. 250 bis 300 Jahre alte Eiben und Eschen in den Gärten könnten mit dieser Anlage in Verbindung stehen.
Nach Beendigung seiner militärischen Tätigkeit in der Ostindien-Kompanie, wo er auch als Professor für arabisches und persisches Rechtswesen am Fort William College lehrte, erwarb John Baillie das Anwesen. Er widmete sich fortan der Politik und vertrat unter anderem den Wahlkreis Inverness Burghs im House of Commons. Um diese Zeit, in den 1820er und frühen 1830er Jahren, ließ Baillie die Gärten und Parks Leys Castles anlegen. Leys Castle wurde im Jahre 1833 errichtet. Mit dem Entwurf des Herrenhauses wurde der britische Architekt Samuel Beazley betraut. Es sollte Beazleys einzige Arbeit in Schottland bleiben. Baillie verstarb noch vor Beendigung der Bauarbeiten.
Baillies Tochter erbte das Anwesen und erweiterte es durch Zukäufe entlang der Westflanke. Ihr Sohn verpachtete es zunächst an einen Herrn Lawson aus Golspie und veräußerte es schließlich. Im frühen 20. Jahrhundert hatte die Herzogin von Southesk das Anwesen gepachtet. Zu Zeiten des Ersten Weltkriegs diente Leys Castle als Behelfskrankenhaus. Nach Kriegsende ging das Anwesen zunächst an Charles Alexander Ogilvie of Dalvie über, bevor Francis Walker es 1925 erwarb. Ogilvies Frau beauftragte Gertrude Jekyll mit der Neuplanung der Gärten. Jekylls Entwurf wurde jedoch nicht umgesetzt. Walker entwickelte Leys Castle durch Modernisierung und Umgestaltung.

## Beschreibung
Leys Castle steht am Südrand von Inverness, mehrere hundert Meter südöstlich der Wohnbebauung, die an der Grenze des Anwesens endet. Das zweigeschossige Herrenhaus ist im Stile der Tudorgotik ausgestaltet, weist jedoch auch neoromanische Elemente auf. Markant ist der eingeschossige, quadratische Turm, der sich von der Gebäudemitte erhebt. Die südostexponierte Hauptfassade ist mit oktogonalen, zinnenbewehrten Türmen ausgeführt. Am Mittelrisalit springt eine Porte-cochère hervor. Hinter der Zinnenbewehrung der Fassaden sind die schiefergedeckten Walmdächer sichtbar. Die Fenster entlang der Fassaden weisen unterschiedliche Abmaße auf und sind teils mit schlichten Maßwerken ausgeführt. Die gartenseitige Fassade ist schlichter mit einer zentralen, abgekanteten Auslucht gestaltet.

## Außenbauwerke

### Gutshof
Der Gutshof südlich des Herrenhauses wurde um 1860 errichtet. Das zweigeschossige Bauwerk weist mit seinen Flügeln einen grob kreuzförmigen Grundriss auf. Seine Fassaden sind mit Harl verputzt, wobei Natursteineinfassungen abgesetzt sind. Der Mittelrisalit an der nordexponierten Hauptfassade schließt mit einem Tudorbogen. Entlang der Seitenfassaden finden sich ähnlich gestaltete Fenster.

### Lodge
Die Lodge befindet sich ein kurzes Stück südwestlich von Leys Castle. Sie wurde vermutlich im selben Zeitraum wie das Herrenhaus errichtet. Das eingeschossige Gebäude weist einen ungleichmäßigen Grundriss auf. Seine Bruchsteinfassaden sind gekalkt. Die nordwestexponierte Hauptfassade ist symmetrisch aufgebaut und drei Achsen weit. Die Eingangstür befindet sich an der mittig hervorspringenden, abgekanteten Auslucht. Die Fenster sind mit Turdorbögen ausgeführt. Eine ähnlich ausgeführte Tür befindet sich an einem rückwärtigen Flügel. Die Dachgauben sind späteren Datums. Die abschließenden schiefergedeckten Walmdächer sind polygonal.